# Привалов, Алексей Иванович
Алексей Иванович Привалов (25 февраля 1906, Юрюзань, Уфимская губерния — 21 декабря 1995, Москва) — советский конструктор, Герой Социалистического Труда (1976).

## Биография
Родился 25 февраля 1906 года в посёлке Юрюзань (ныне — город в Челябинской области). После окончания школы работал на водокачке.
В 1935 году окончил механико-математический факультет Московского государственного университета, после чего работал инженером-расчётчиком в Центральном аэрогидродинамическом институте и в Экспериментальном институте Народного комиссариата тяжёлой промышленности СССР. С 1937 года возглавлял конструкторскую бригаду в конструкторском бюро № 29 Народного комиссариата авиационной промышленности СССР.
С марта 1941 года Привалов работал на заводе № 468 (впоследствии — Агрегатный завод «Универсал»), был главным конструктором и директором этого предприятия. Являлся главным разработчиком парашютной техники для нужд ВДВ, ВВС, спасательных служб. В 1952 году ему была присуждена Сталинская, а в 1962 году — Ленинская премии.
Указом Президиума Верховного Совета СССР в 1976 году Алексей Иванович Привалов был удостоен высокого звания Героя Социалистического Труда с вручением ордена Ленина и медали «Серп и Молот».
В конце 1987 года Привалов вышел на пенсию. Проживал в Москве. Скончался 21 декабря 1995 года, похоронен на Лианозовском кладбище Москвы.

## Награды
Был награждён двумя орденами Ленина, орденом Октябрьской Революции, двумя орденами Трудового Красного Знамени, а также рядом медалей.